# Пам'ятник Ярославу Мудрому (Біла Церква)
Пам'ятник Ярославу Мудрому в Білій Церкві — пам'ятник Великому князеві київському Ярославу Мудрому, засновнику городища-фортеці Юр'їв, попередника міста Білої Церкви, був відкритий до 950-річчя Білої Церкви і встановлений на Замковій горі в 1983 році.

## Цікаві факти
- Між пам'ятником і будівлею краєзнавчого музею знаходяться законсервовані залишки фундаменту пізнішої Георгіївської церкви, яка дала нинішню назву місту.
- У 2011 року за ініціативою «Благодійного фонду Констянтина Єфименка» на території Замкової гори почалося будівництво нового храму Св. Георгія, стилізованого під староруську архітектуру.